# Souk El Thenine
Souk El Thenine é uma cidade e comuna localizada na província de Tizi Ouzou, no norte da Argélia. Em 2008, sua população era de 14 660 habitantes.